# Michael von Erdelyi
Michael von Erdelyi (* 9. Juni 1782 in Wien; † 21. April 1837 ebenda) war ein österreichischer Tierarzt und Hochschullehrer.

## Leben
Michael von Erdelyi wurde als Sohn des Arztes Franz Josef von Erdelyi, der einem ungarischen Adel entstammte, und dessen Ehefrau, Maria Anna, geb. Permittinger, geboren.
Er besuchte 1792 die Josephstädter Hauptschule und absolvierte von 1793 bis 1795 seinen Gymnasialkurs. 1798 begann er ein Studium der Philosophie an der Universität Wien und hörte Vorlesungen in Physik bei Remigius Samuel Döttler (1741–1812), in Mathematik bei Georg Ignaz von Metzburg, bei Franz Samuel Karpe zur theoretischen und praktischen Philosophie, bei Joseph Ernst Mayer (1752–1814) in Naturgeschichte und Franz Hammer in Philologie. 1801 begann er ein Medizinstudium, das er 1811 erfolgreich beendete; seinen Dr. med. erwarb er am 3. Juni 1813. Nach Beendigung des medizinischen Studiums begann er eine Weiterbildung in der Tierarzneimedizin mit dem Ziel Tierarzt zu werden.
1812 hatte Kaiser Franz II. anordnen lassen, dass das Tierarznei-Institut mit der Universität vereinigt werde. Der erste Direktor dieses k. k. Tierarzney-Institutes wurde Ferdinand Bernhard Vietz (1772–1815), der bis dahin Vorlesungen zur medizinischen Polizei- und gerichtlichen Arzneikunde an der Universität Wien hielt. 1814 erhielt Michael von Erdelyi die Erlaubnis Vorlesungen über Anatomie und Physiologie zu halten. In der Folgezeit erweiterte er sein Studium um die Zootomie und Zoophysiologie und erhielt 1818 die Lehrkanzel der Anatomie und Physiologie der Haustiere; diese Lehrtätigkeit übte er bis zu seinem Tod aus.
Er hatte einen großen Anteil an der Zusammenstellung der Sammlung des physiologischen und pathologischen Museums der Lehranstalt. Die reichhaltige Sammlung, die einige sehr seltene Präparate umfasst, befindet sich heute im Narrenturm.
1828 heiratete er eine geborene Dion.

## Mitgliedschaften
- 1828 wurde er Mitglied des landwirtschaftlichen Vereins des Großherzogtums Baden.

## Schriften (Auswahl)
- Resp. Dissertatio inauguralis veterinaria de adenitide morbo equorum. Über die Drüsenkrankheit der Pferde. Præs. F.B. Vietz. Germ. Viennae, 1813.
- Ueber die Drusenkrankheit der Pferde. Wien: Geistinger, 1813.
- Grundlinien der Nerven- und Gefässlehre der Haussäugethiere, insbesondere des Pferdes: als Handbuch für angehende Thierärzte. Wien: Gedruckt bey Ferdinand Ullrich, 1819.
- Grundlinien der Eingeweidlehre der Haussäugethiere, insbesondere des Pferdes: als Handbuch für angehende Thierärzte. Hannover Tierärztliche Hochschule Wien Grund 1819.
- Grundlinien der Knochenlehre des Pferdes: mit Berücksichtigung der Abweichungen bey den übrigen Haussäugethieren; nebst einer vollständigen Anweisung zur Beurtheilung des Alters aus den Zähnen; als Handbuch für angehende Thierärzte und Oekonomen. Wien Verfasser 1820.
- Darstellung des Zahnalters des Pferdes, Rindes, Schafes und Schweines : nebst einem Pferd-Scelette mit den äußeren Umrissen; als Beytrag zur vergleichenden Anatomie und Physiologie, und als beylage zur Knochenlehre des Pferdes und der übrigen Haussäugethiere. Wien: Grund, 1820.
- Versuch einer Zoophysiologie des Pferdes und der übrigen Haussäugethiere nebst einer Skizze der vorzüglichsten österreichischen Pferde-Racen und Gestüte; als Handbuch für angehende Thierärzte und Oekonomen. Wien Grund 1820.
- Darstellung des Zahnalters des Pferdes, Rindes, Schafes und Schweines; nebst einem Pferd-Scelette mit den äusseren Umrissen. Als Beytrag zur vergleichenden Anatomie und Physiologie, und als Beylage zur Knochenlehre des Pferdes und der übrigen Haussäugethieren. Wien, 1820.
- Beschreibung der einzelnen Gestüte des österreichischen Kaiserstaates Wien, Karl Herold 1827.
- Grundlinien der Muskellehre des Pferdes: mit besonderer Berücksichtigung der Abweichungen von den übrigen Haussäugetieren; als Handbuch für angehende Thierärzte und Oekonomen. Wien: Sollinger, 1829.
- Versuch einer Zoophysiologie des Pferdes und der übrigen Haussäugethiere. Wien: Heubner, 1830.
- Beyträge zur Beurtheilung der äusseren Umrisse oder des sogenannten Exterieurs beym Pferde: nebst Berücksichtigung der Racen desselben und einiger anderen nutzbaren Haussäugethiere in vier Abtheilungen, wovon die erste Abtheilung über die Haut, die Verrichtung derselben, die verschiedenen Haarfarben und Abzeichen beym Pferde handelt, dann einer geschichtlichen Skizze des k. k. Thierarzeney-Institutes in Wien, und einer lithographirten Tafel die Dober'sche Beschlagsmaschine darstellend. Wien: Gedruckt bey Ferdinand Ullrich, 1831.
- Hieronymus Waldinger; Michael von Erdelyi: Spezielle Pathologie und Therapie oder Anleitung, die einzelnen Krankheiten der nutzbarsten Haus-Säugethiere zu erkennen und zu heilen für angehende Thierärzte und Landwirthe. Wien: Gerold, 1832–1833.
- Anleitung zur Pflanzenkenntniß oder Botanik. Wien: Tendler, 1835.

Außerdem verfasste er zahlreiche Aufsätze in den medizinischen Jahrbüchern des österreichischen Staates und er lieferte verschiedene wissenschaftliche Beiträge für die Allgemeine Encyclopädie der Wissenschaften und Künste.